# REO Speedwagon
REO Speedwagon američki je rock sastav koji je na vrhuncu popularnosti bio 1980-ih godina. Najveći hitovi bile su balade "Keep On Loving You" (1980.) i "Can't Fight This Feeling" (1984.); obje pjesme bile su na vrhu Billboardove ljestvice singlova.

## Članovi sastava
Trenutačni članovi
- Neal Doughty – klavijature (1967.–)
- Kevin Cronin – glavni vokal, ritam gitara, klavijature (1972.–1973., 1976.–)
- Bruce Hall – bas-gitara, prateći i glavni vokal (1977.–)
- Dave Amato – gitara, prateći vokal (1989.–)
- Bryan Hitt – bubnjevi, udaraljke (1989.–)

Bivši članovi
- Alan Gratzer – bubnjevi, udaraljke, prateći vokal (1967.–1988.)
- Joe Matt – gitara, glavni vokal (1967.–1968.)
- Mike Blair – bas-gitara, prateći vokal (1967.–1968.)
- Terry Luttrell – glavni vokal (1968.–1972.)
- Bob Crownover – gitara (1968.–1969.)
- Gregg Philbin – bas-gitara, prateći vokal (1968.–1977.)
- Joe McCabe – saksofon (1968.)
- Marty Shepard – truba (1968.)
- Bill Fiorio – gitara (1969.)
- Steve Scorfina – gitara (1969.–1970.)
- Gary Richrath – gitara, vokal (povremeno) (1970.–1989.)
- Mike Murphy – glavni vokal, ritam gitara (povremeno) (1973.–1976.)
- Graham Lear – bubnjevi (1988.–1989.)
- Miles Joseph – gitara (1989.)
- Carla Day – prateći vokal (1988.-1989.)
- Melanie Jackson – prateći vokal (1988.-1989.)
- Jesse Harms – klavijature (1989.–1991.)

## Diskografija

### Studijski albumi
- R.E.O. Speedwagon (1971.)
- R.E.O./T.W.O. (1972.)
- Ridin' the Storm Out (197.3)  #171 SAD
- Lost in a Dream (1974.) #94 SAD
- This Time We Mean It (1975.) #74 SAD
- R.E.O. (1976.) #159 SAD
- You Can Tune a Piano but You Can't Tuna Fish (1978.) #29 SAD
- Nine Lives (1979.) #33 SAD
- Hi Infidelity (1980.) #1 SAD
- Good Trouble (1982.) #7 SAD
- Wheels Are Turnin' (1984.) #7 SAD
- Life as We Know It (1987.) #28 SAD
- The Earth, a Small Man, His Dog and a Chicken (1990.) #129 SAD
- Building the Bridge (1996.)
- Find Your Own Way Home (2007.)
- Not So Silent Night...Christmas With REO Speedwagon (2009.)

### Albumi uživo
- Live: You Get What You Play For (1977.) #72 SAD
- Arch Allies: Live at Riverport (2000.)
- Live - Plus (2001.)
- Live Plus 3 (2001.)
- Extended Versions (2001.)
- Hi Infidelity Then Again ... Live (2007.)
- Setlist: The Very Best of REO Speedwagon Live (2010.)
- Live in Germany 1982 (2013.)
- Live Chicago 1979 (2013.)
- Live at Moondance Jam (2013.)
- Metro Center Rockford Illinois, 15 July 1983 (2015.)

### Kompilacijski albumi
- A Decade of Rock and Roll: 1970-1980 (1980.) #55 SAD
- Best Foot Forward (1985.)
- The Hits (1988.) #56 SAD, #40 Top Pop Catalog albums
- Keep On Loving You - Best (Njemačka) (1991.)
- Second Decade of Rock and Roll 1981 to 1991 (1991.)
- Starbox (1993.)
- Believe in Rock and Roll (1995.)
- Subway in Tokyo (Japan) (1995.)
- Hi Infidelity - Gold (1995.)
- Only the Strong Survive (1998.)
- Premium Best (1998.)
- The Ballads (1999.)
- Take It on the Run (2001.)
- Simply the Best (2001.)
- Keep On Rollin' (2002.)
- The Essential REO Speedwagon (2004.)
- Rock Breakout Years: 1981 (2005.)
- Collections (2006.)
- Greatest Hits, Steel Box Collection (2008.)
- Playlist: The Very Best of REO Speedwagon (2008.)
- The Box Set Series (2014.)

### Singlovi
| Godina | Pjesma                     | Billboard Hot 100 | US MSR | US A.C. | Velika Britanija | Album                                         |
| ------ | -------------------------- | ----------------- | ------ | ------- | ---------------- | --------------------------------------------- |
| 1977.  | "Ridin' the Storm Out"     | 94                | -      | -       | -                | You Get What You Play For                     |
| 1978.  | "Roll with the Changes"    | 58                | -      | -       | -                | You Can Tune a Piano, but You Can't Tuna Fish |
| 1978.  | "Time for Me to Fly"1      | 56                | -      | -       | -                | You Can Tune a Piano, but You Can't Tuna Fish |
| 1980.  | "Keep On Loving You"       | 1                 | 9      | -       | 7                | Hi Infidelity                                 |
| 1981.  | "Take It on the Run"       | 5                 | 6      | -       | 19               | Hi Infidelity                                 |
| 1981.  | "Don't Let Him Go"         | 24                | 11     | -       | -                | Hi Infidelity                                 |
| 1981.  | "In Your Letter"           | 20                | -      | 26      | -                | Hi Infidelity                                 |
| 1981.  | "Tough Guys"               | -                 | 25     | -       | -                | Hi Infidelity                                 |
| 1981.  | "Out of Season"            | -                 | 59     | -       | -                | Hi Infidelity                                 |
| 1982.  | "Keep the Fire Burnin'"    | 7                 | 2      | -       | -                | Good Trouble                                  |
| 1982.  | "Sweet Time"               | 26                | -      | -       | -                | Good Trouble                                  |
| 1982.  | "The Key"                  | -                 | 34     | -       | -                | Good Trouble                                  |
| 1982.  | "Stillness of the Night"   | -                 | 19     | -       | -                | Good Trouble                                  |
| 1982.  | "Good Trouble"             | -                 | 51     | -       | -                | Good Trouble                                  |
| 1984.  | "I Do' Wanna Know"         | 29                | 5      | -       | -                | Wheels Are Turnin'                            |
| 1985.  | "Can't Fight This Feeling" | 1                 | -      | 3       | 16               | Wheels Are Turnin'                            |
| 1985.  | "One Lonely Night"         | 19                | 17     | 10      | -                | Wheels Are Turnin'                            |
| 1985.  | "Live Every Moment"        | 34                | -      | -       | -                | Wheels Are Turnin'                            |
| 1987.  | "That Ain't Love"          | 16                | 5      | -       | -                | Life as We Know It                            |
| 1987.  | "Variety Tonight"          | 60                | 28     | -       | -                | Life as We Know It                            |
| 1987.  | "In My Dreams"             | 19                | -      | 6       | -                | Life as We Know It                            |
| 1988.  | "Here with Me"             | 20                | -      | 9       | -                | The Hits                                      |
| 1990.  | "Live It Up"               | -                 | 6      | -       | -                | The Earth, a Small Man, His Dog and a Chicken |
| 1990.  | "Love Is a Rock"           | 65                | 31     | -       | -                | The Earth, a Small Man, His Dog and a Chicken |
| 2007.  | "I Needed to Fall"         | -                 | -      | 25      | -                | Find Your Own Way Home                        |
| 2008.  | "Find Your Own Way Home"   | -                 | -      | 23      | -                | Find Your Own Way Home                        |
| 2009.  | "Can't Stop Rockin"        |                   |        |         |                  |                                               |

## Vanjske poveznice
- Službena stranica
- Kevin Cronin - službena stranica
- Gary Richrath - službena stranica
- Neal Doughty - službena stranica  Arhivirana inačica izvorne stranice od 24. rujna 2017. (Wayback Machine)